# Geschichte der Musik
Die Geschichte der Musik oder auch Musikgeschichte ist die Darstellung der historischen Entwicklung von Musik und musikalischen Phänomenen. Traditionell umfasst sie unter anderem die historische Entwicklung des Gesangs und der Melodie, des Rhythmus, der Musikinstrumente, des Zusammenklangs und der Mehrstimmigkeit, der Harmonik und die Entwicklung der Schriftlichkeit und Vervielfältigung (Musik als Zeichensystem und Notation). Außerdem entwickelte die Musik eine Vielfalt von Darstellungsarten, Stilen und Ästhetiken, die ebenfalls Gegenstände der Musikgeschichte darstellen.
Die allgemeine Musikgeschichte ist einer der Forschungsgegenstände der Historischen Musikwissenschaft.

## Musikgeschichtsschreibung
Im englischsprachigen Raum war in den letzten Jahrzehnten die Darstellung A history of western music von Donald Jay Grout/Claude V. Palisca „allgegenwärtig“, die vielleicht renommierteste Darstellung der europäischen Musikgeschichte sind jedoch die entsprechenden Bände des Neuen Handbuchs der Musikwissenschaft, herausgegeben in den 1980er Jahren von Carl Dahlhaus, der auch den Band über das 19. Jahrhundert und Teile über das 18. Jahrhundert verfasste. In Grundlagen der Musikgeschichte reflektierte er die dabei auftretenden Probleme und fasste die Musikkultur als „Struktur von Strukturen“ wie „Kategorie des Verstehens von Musik als Nachvollzug von musikalischer Logik einerseits und Einfühlung in die Individualität und Originalität des Komponisten andererseits, das bürgerliche Konzertwesen als Institutionalisierung des Autonomiegedankens und zugleich […] als Konsequenz aus dem Warencharakter der Musik“ und diversen anderen Aspekten. Auch nach Jahrzehnten erscheint dieses Konzept für das europäische 19. Jahrhundert „passgenau“, jedoch nicht auf jede Musik anwendbar.
Ob Musikgeschichte als Geschichte von Stilen, Werken und Gattungen geschrieben werden kann, oder ob der Kontext, in dem Musik erklang, rekonstruiert werden soll, ist Thema des aktuellen Diskurses. Vorherrschendes Konzept ist die Historisierung, also das Verstehen aus der historischen Situation heraus, gepaart mit Misstrauen gegenüber „geschichtlichen Großerzählungen“ und dem Bemühen um Gegenwartsbezug. Historisierung bedeutet jedoch nicht den Verzicht auf später entwickelte Konzepte, die in Aspekten älterer Musik schon angelegt sind, in der damaligen Begrifflichkeit aber noch nicht dargestellt wurden.
Auch für die Musikgeschichtsschreibung existiert nach wie vor eine westliche Dominanz als Erbe des Kolonialismus, das zeigt sich etwa darin, dass afrikanische Musik vorwiegend von westlichen Musikethnologen erforscht wird, während in einigen afrikanischen Ländern die westliche Musikgeschichte dominiert.

## Gliederung der europäischen Musikgeschichte
„Epochen sind historiographische Hilfskonstruktionen, die die große Ereignisflut der Geschichte ex post (also: im Nachhinein) gliedern helfen soll [sic].“

Die Konstruktion von Epochen soll eine sinnvolle Aufeinanderfolge ergeben, „auf bestimmte Ziele, weite Bögen oder herausfordernde Widersprüche gerichtet“ sein. Jeder musikalische Epochenbegriff ist allerdings insofern problematisch, als er den Eindruck erwecken kann, verschiedene Stile hätten sich in der Geschichte unmittelbar und vollständig abgelöst. Es ergeben sich Abgrenzungsprobleme, denn es gab stets gleichzeitige stilistische Strömungen, die wenig gemeinsam hatten (oft auch einander widersprachen), fließende Übergänge und nur regional bedeutsame Stile. Dass Eigenschaften zur Charakterisierung einer Epoche benannt werden, die bereits vor Beginn und auch noch nach Ende des Epochen-Kerns existierten, muss aber nicht ihre Bedeutung für die Definition schmälern, da musikalische Epochen graduell und nicht plötzlich entstehen.
Das Lexikon Die Musik in Geschichte und Gegenwart gliedert in seiner ersten Ausgabe nach Epochen, die Darstellung wurde auch separat als Epochen der Musikgeschichte in Einzeldarstellungen veröffentlicht, dort mit den Kapiteln Ars antiqua, Ars nova, Humanismus, Renaissance, Barock, Klassik, Romantik und Neue Musik. Die heutige Musikwissenschaft distanziert sich vom Epochenbegriff, die aktuelle Reihe Bärenreiter Studienbücher Musik behält aus pragmatischen Gründen dennoch diese Gliederung bei. Dem Begriff der „Epoche“ wird mitunter „period“ oder der „zeitliche Abschnitt“ vorgezogen, wobei unscharfe Grenzen und Überlappungen betont werden. Gernot Gruber setzt 2020 in den Kapitelüberschriften seiner Kulturgeschichte der europäischen Musik die „musikalische Klassik“ in Anführungszeichen, Frühbarock und Hochbarock nicht. Oft wird die Musikgeschichte aber einfach in Jahrhunderte gegliedert.
Die gebräuchliche Epochen-Einteilung der europäischen Musikgeschichte kommt mit ihrer Konvention der kurzen Bezeichnungen der „Kommunikation vieler Menschen, die ihre gemeinsame Geschichte auch gemeinsam haben und verstehen und also beschrieben haben wollen“ entgegen:
- Prähistorische Musik
- Musik des Altertums
- Klassische Musik
  - Mittelalter (ab der Hochgotik, etwa 13./14. Jahrhundert)
  - Renaissance (15. bis 16. Jahrhundert)
  - Barock (ca. 1600 bis 1750)
  - Klassik (ca. 1720 bis 1830)
  - Romantik (19. und frühes 20. Jahrhundert)
  - Neue Musik, Moderne und Postmoderne
    - Impressionismus (ca. 1890 bis 1920)
    - Expressionismus (ca. 1906 bis 1930)
    - Atonale Musik (ca. ab 1906)
    - Zweite Wiener Schule
    - Neoklassizismus
    - Serielle Musik
    - Aleatorik
    - Musique concrète
    - Klangflächenkomposition
    - Polystilistik
    - Minimal Music
    - Post-Minimalismus
    - Neue Einfachheit
    - New complexity
    - Musique spectrale
    - Konzeptmusik

## Jazz, Popularmusik
- Jazz (seit dem 19. Jahrhundert)
  - Oldtime Jazz
  - Klassischer Jazz
  - Modern Jazz
  - Free Jazz
  - Fusion (Musik)
- Pop- und Rockmusik (mit Unterteilung nach Jahrzehnten)

## Frühe Entwicklungen
Die anatomischen Voraussetzungen für einen differenzierten Gesang haben sich vermutlich vor rund zwei Millionen Jahren entwickelt, als sich mit Homo ergaster der aufrechte Gang durchsetzte. Infolgedessen sank der Kehlkopf. Gleichzeitig bildete sich durch die Umstellung der Nahrung hin zu mehr fleischlicher Kost der Kauapparat zurück, die Mundhöhle wurde größer und konnte ein größeres Spektrum an Lauten produzieren. Manche Wissenschaftler sehen die Ursprünge der Musik daher als eine kommunikative Anpassung an das Leben in größeren sozialen Gruppen. Andere wie Geoffrey F. Miller dagegen vermuten, dass es sich bei der Musikalität des Menschen um ein Merkmal handelt, das sich hauptsächlich durch sexuelle Selektion entwickelt hat. Neue Ansätze gehen davon aus, dass beide Faktoren eine Rolle gespielt haben. Die weltweit bislang ältesten aufgefundenen Musikinstrumente sind Flöten, die 40.000 Jahre alt sind. Zählt man die menschliche Stimme als Musikinstrument, sind diese sicherlich sehr viel früher zur Produktion von Musik eingesetzt worden.
Die Jungsteinzeit brachte die ersten irdenen Instrumente, unter denen sich Gefäßrasseln in Menschen- und Tierform befanden. In der Bronzezeit, als sich bereits Hochkulturen im vorderasiatischen Raum entwickelten, entstanden die ersten metallurgischen Arbeiten. Überreste von Metallschmuck an vergangenen Tierhörnern gehören dazu, ebenfalls bronzene Hörner in Tierhornform, die im nordischen Kreis gefundenen Luren. Jene waren stets paarig und in gleicher, manchmal sogar fester Stimmung, was sowohl der Klangverstärkung gedient haben kann als auch dem Akkordspiel. Andere Metallarbeiten waren Klapperbleche und Klangplatten.
Analog zur Bildung von Tonleitern unterschied der Musikhistoriker John Frederick Rowbotham in seiner History of music (1885–1887) die Entwicklungsstufen der archaischen Musik nach dem verwendeten Ambitus. So ist vor Terpandros, dem Schöpfer der griechischen Lyrik im 7. Jahrhundert, nur der Tonumfang eines Tetrachords, d. h. einer Quarte zu finden, was Plutarch in seinem Dialog über Musik als Anzeichen älterer Kulturepochen bestätigte. Diese Einordnung ist jedoch nicht als allgemeingültig zu betrachten, da in der Musik anderer Ethnien, z. B. bei den indigenen Völkern Nordamerikas, in Australien und Ozeanien auch Akkordzerlegungen über einen großen Tonraum hinweg vorkommen.

## Ursprungsmythen
Die meisten Völker der Welt verstehen die Entstehung der Musik als das Werk von Göttern und Geistern, übernatürlichen oder historisch nicht greifbaren Personen. Es existiert eine Vielzahl von Ursprungsmythen.
Nach hinduistischem Glauben ist Brahma, der Gott der Sprache, auch der Schöpfer der Musik. Sein Sohn Narada herrscht über sie. Shiva wird die Erfindung des Musikbogens zugeschrieben, Sarasvati die Erfindung der Tonleiter. Die Vielzahl der Ragas erklären die Hindus durch eine Legende, nach der viele Hirtinnen (Gopis) den Flöte spielenden Krishna zugleich mit ihren eigenen Melodien zu bezaubern versuchten.
Nach chinesischer Mythologie war die Tonleiter das Geschenk eines Wundervogels. Im alten Ägypten war Thot, der Gott der Schreibkunst, Schöpfer der Musik aus dem Wortklang. Hathor war die Göttin von Tanz, Gesang und Kunst. Den Griechen galt der Musensohn Orpheus als Schöpfer der Musik und des Tanzes. Der Sänger soll Götter und Menschen, Tiere und Pflanzen mit seiner Musik berührt und sogar Steine zum Weinen gebracht haben.
In der arabischen Welt besagt eine Legende, der Kameltreiber Maudar ibn Nizar sei von seinem Reittier gestürzt und habe sich die Hand gebrochen. In seinem Schmerz habe er den Kamelen zugerufen und sie wieder zum Laufen gebracht, woraus der Gesang entstanden sei. Die westafrikanischen Völker am Niger glauben, dass die Menschen die Musik von Waldgeistern gelernt hätten. Eine Riesin trage alle Musik der Welt in ihrem Bauch, die Dämonen offenbarten sie ihnen in einzelnen Liedern.
Die mythische Verbindung von Musik und Schmiedekunst ist eine Vorstellung, die in vielen Ethnien erscheint. Nach biblischer Überlieferung ist Jubal der Stammvater der Musiker (Gen 4,19–22 ). Sein Halbbruder Tubal-Kain ist der Ahnherr der Schmiede. Auch im Mittelalter werden beide Bereiche gemeinsam genannt. In Anlehnung an einen Traktat des antiken Mathematikers Nikomachos von Gerasa erklärte Guido von Arezzo, Pythagoras habe die Musik erfunden, als er einen Schmied bei der Arbeit gehört habe (s. Pythagoras in der Schmiede).
In den aztekischen Mythen holte ein Mensch die Musik auf Befehl eines Gottes von der Sonne. Völker mit animistischen Vorstellungen wie die Eskimo glauben, die Melodien seien den Menschen zu Beginn der Zeit durch Geisterbeschwörung vermittelt worden. Andere indigene Völker wie die Seneca verbinden die Entstehung der Musik mit dem Besuch eines Gottes in Menschengestalt oder mit dem Geschenk eines ersten Instruments, das als heilig verehrt wird.

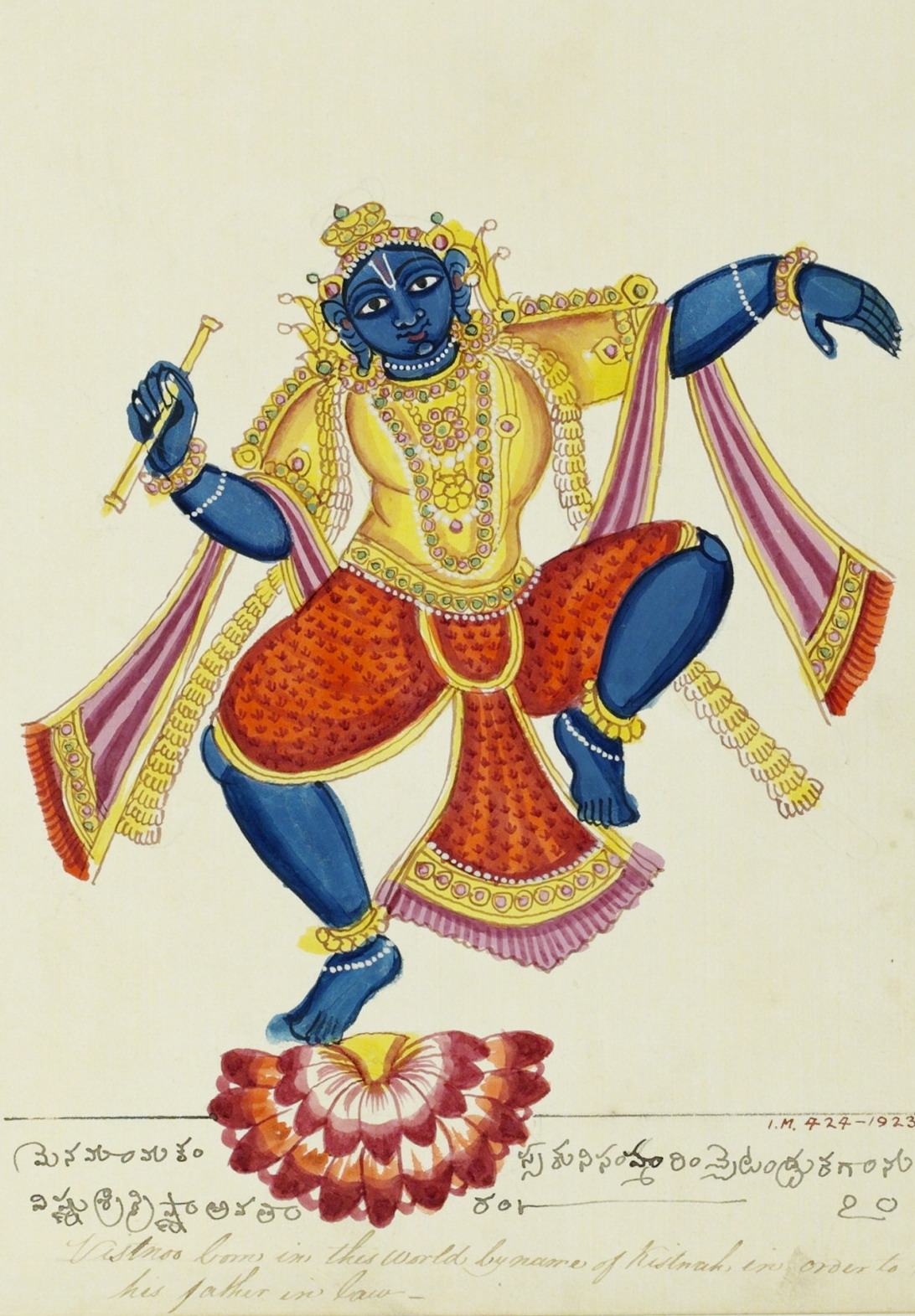
Der tanzende Krishna hält eine Bansuri-Flöte in seiner Hand
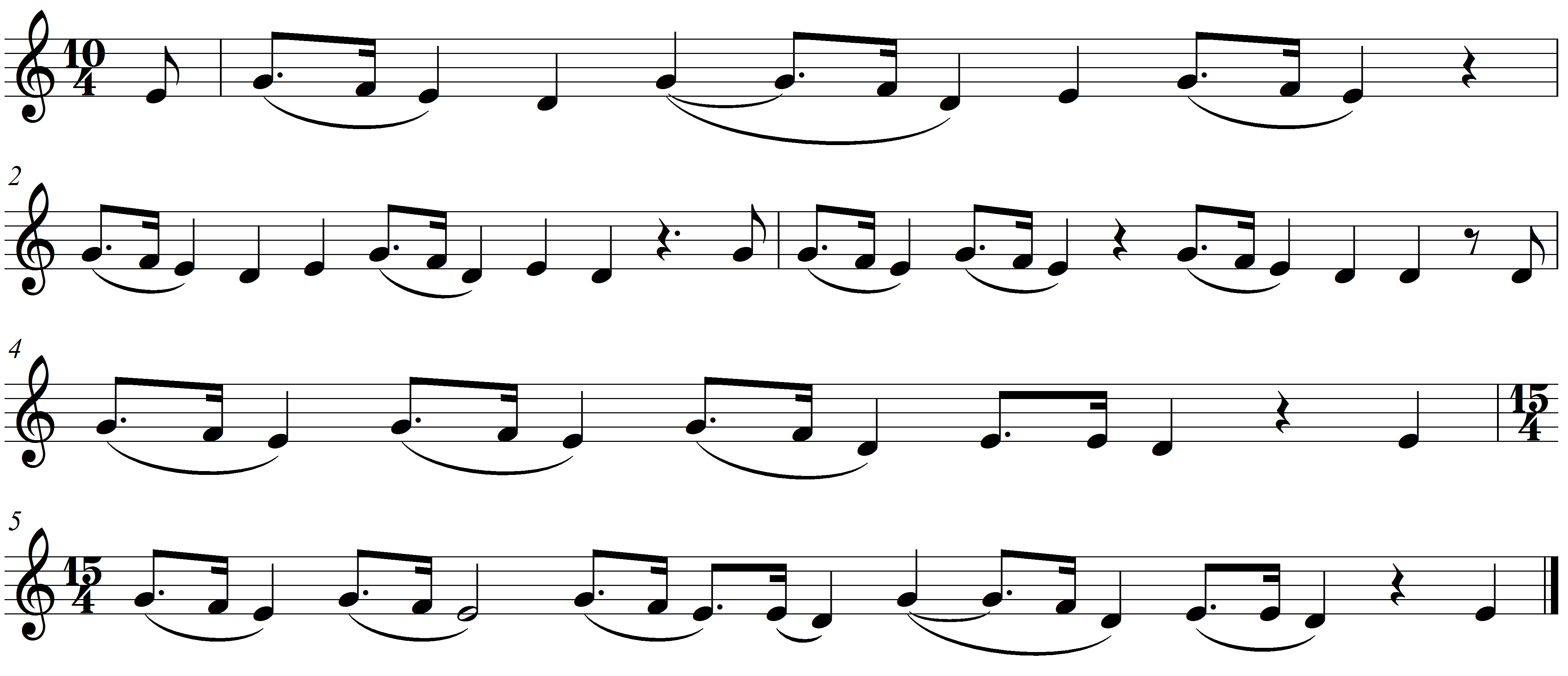
Lied eines indigenen Volksⓘ/? von den Salomon-Inseln
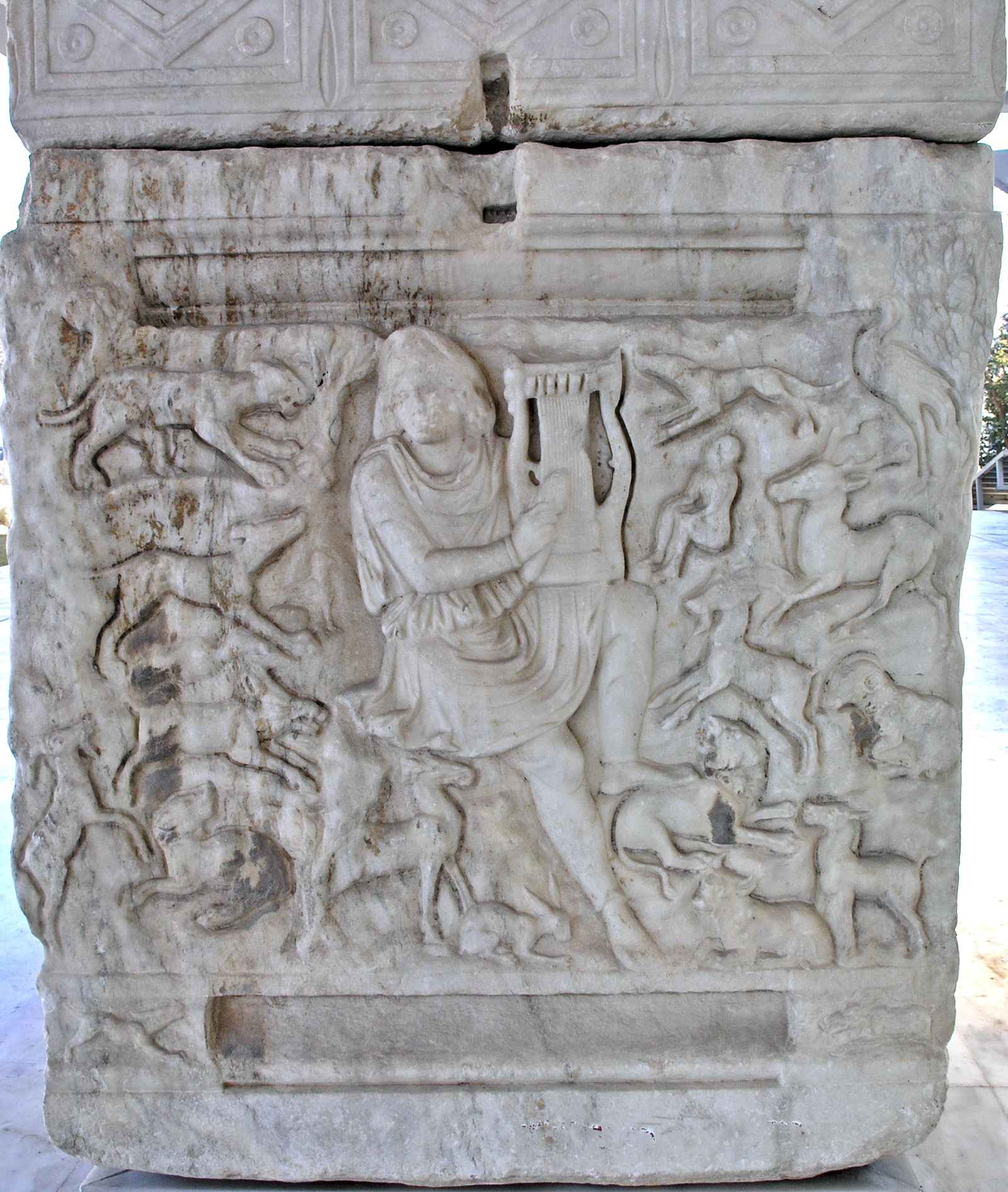
Orpheus besänftigt die wilden Tiere mit der Kithara

## Kulturelle Entwicklung
Mit der Differenzierung der sozialen Gruppen entstanden die Rollen von Schamane oder Medizinmann, später bildete sich ein Priesterkönigstand heraus. Gesänge, Klänge und Rhythmen dienten auf frühen Kulturstufen auch zur (magischen) Vertreibung von Dämonen bzw. zur Herstellung von Wohlbefinden. Mit der zunehmenden Vielfalt und dem technisch verbesserten Bau von Instrumenten löste sich die Musik nun allmählich aus der kultischen Bindung. Ihre Strukturen wurden geordneter und Skalen begannen sich zu formen, Zentraltöne und Intervalle als erste Anzeichen von harmonischen Beziehungen kristallisierten sich heraus, Konsonanz- und Dissonanzprinzipien mit Quinte und Quarte als Leitintervalle regelten den Zusammenklang.

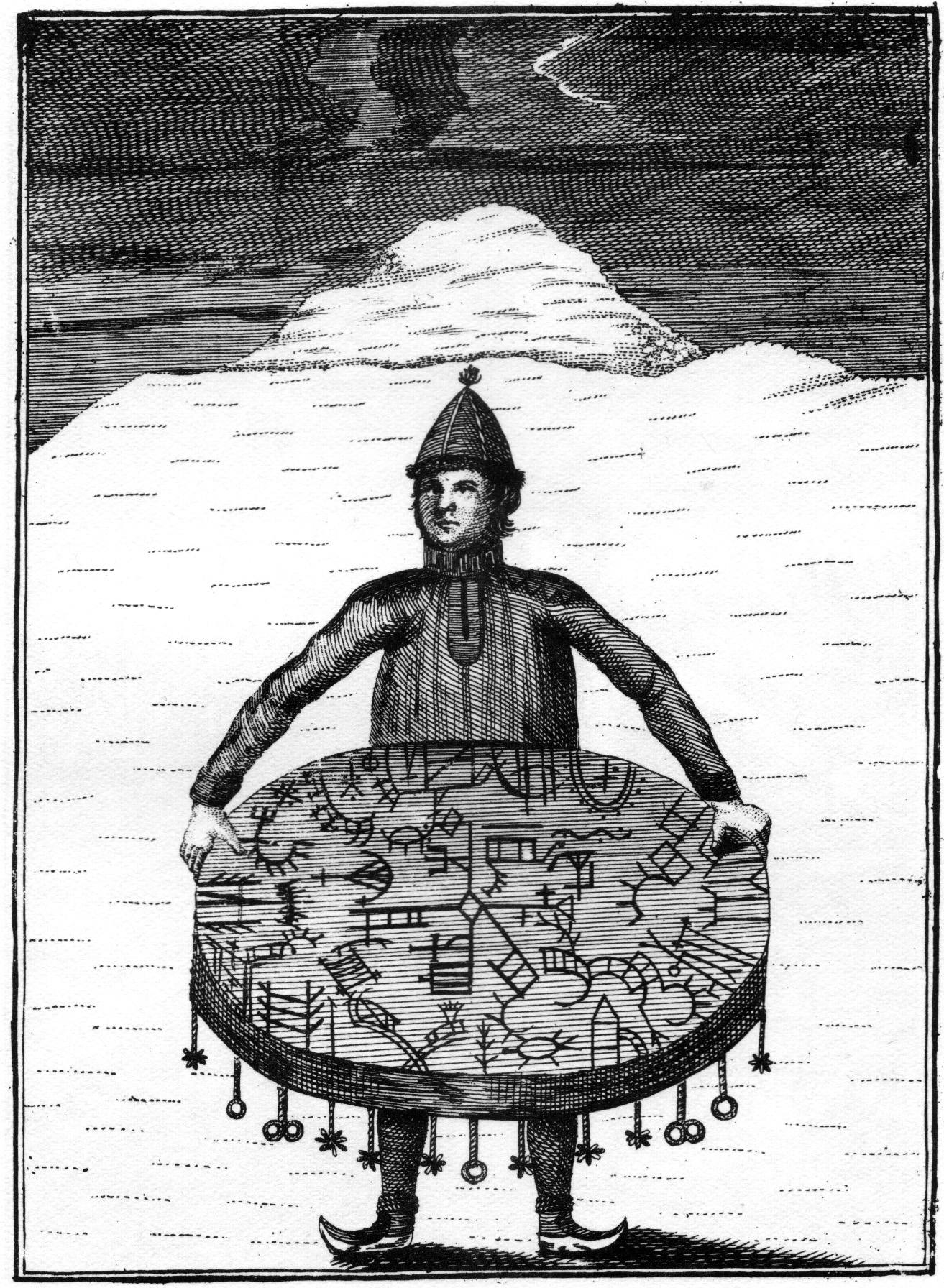
Samischer Schamane mit seiner Schamanentrommel. Kupferstich von O. H. von Lode (1767).

Die Auswahl und Ordnung aus dem Tonvorrat führte zu Tri-, Hepta- und Pentatonik. Die beiden letzteren sind bis heute dominierenden Skalenmodelle: siebenstufig im Vorderen Orient und in Europa, und fünfstufig in Ostasien. Das Satzbild war überwiegend heterophon oder zeigte erste Ansätze zu Parallelführung, Kanon- und Imitationsformen, vor allem aber zu durchklingenden Borduntönen, die eine feste Stimmung und ein harmonisches Grundgerüst erzeugten und gleichzeitig erforderten. Die rhythmische Gliederung folgte fast ausschließlich dem Urprinzip von Hebung und Senkung, das sich aus der Körperbewegung des Schreitens herleiten lässt. Taktschläge, -zahl und -gruppierung folgten wiederum der Zweiteiligkeit, die zu vier, acht, sechzehn usw. Elementen ausgeweitet wurde, wie es bis heute im Periodenbau der Fall ist. Als Urelemente der Gestaltung bestimmten Wiederholung, Kontrast, Variation und Kontinuität den melodisch-rhythmischen Aufbau.

### Altorientalische Kulturen

Sumerische Standleier. Der Resonanzkörper des mannshohen Instrumentes ist stierförmig. Später wurde das Symbol eines Fruchtbarkeitsgottes verkleinert als Schmuck an den Instrumenten verwendet. Abbildung nach einem Rollsiegel

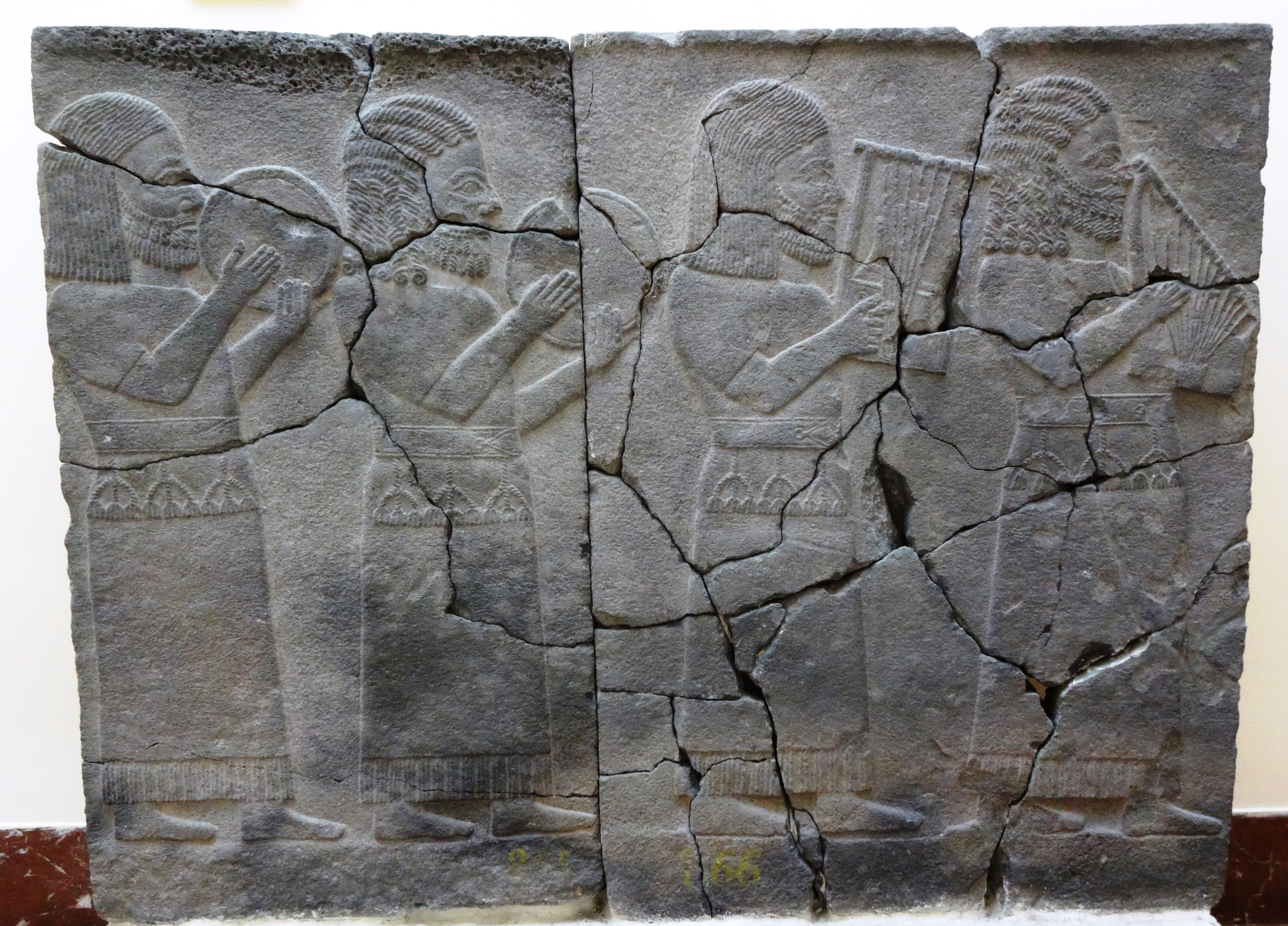
Musiker auf einem Basaltrelief aus Zincirli, 8. Jh. v. Chr. als Zeugnis späthethitischer Musik, Archäologisches Museum Istanbul

Die Sumerer pflegten die kultische Musik der staatlichen Priestermusiker und -musikerinnen, die gesungen, teilweise mit Instrumentalbegleitung, aber nie rein instrumental war. Dabei bildeten sich entsprechend den Funktionen – Klagelieder, Götterhymnen – Genres, für die einzelne Musikergruppen zuständig waren. Zu den in Ritualen verwendeten Trommeln gehörten mannshohe Rahmentrommeln und Kesseltrommeln wie die ab dem Anfang des 2. Jahrtausends gespielte große Bronzetrommel Lilissu.

Assyrische Knickbogenharfe. Die Instrumente hatten vier bis sieben Saiten und einen kleinen Schallkörper. Darstellung nach einem assyrischen Relief

Die Babylonier und Assyrer, die gegen 1800 v. Chr. das Erbe der Sumerer antraten, verkleinerten die Standharfe zur Tragharfe und führten das Plektron ein, das ein rhythmisch genaueres Spiel erlaubte. Die Weiterentwicklung waren Langhalslauten. Neue Blasinstrumente waren der Doppelaulos, Flöten und Trompeten mit gebogener Röhre. Aus den Grifflöchern schließt man auf fünf- bis siebenstufige Tonleitern. Zugleich vergrößerten die Assyrer die Ensembles – ein Relief im Palast Assurbanipals zeigte schließlich eine Prozession aus elf Instrumentalisten und 15 Sängern – und begannen, eine weltliche Kunstmusik auszubilden.

### China

Die Pipa gehört zu den traditionsreichsten Instrumenten der chinesischen Musik. Darstellung aus der Tang-Dynastie

China, das bereits im 3. Jahrtausend v. Chr. eine Hochkultur aufbaute, verfügte bereits im Altertum über eine voll entwickelte Musik. Die wichtigsten Anregungen bekamen die Chinesen aus dem Westen, vor allem aus Mesopotamien. Eigene Erfindungen waren ein auf Zahlenverhältnissen beruhendes Skalensystem, pentatonische Gebrauchstonleitern und eine feste Tonhöhenstimmung. Bereits in der Xia-Dynastie (ca. 2200–1800 v. Chr.) erschienen Vorläufer der Qin, einer fünfsaitigen Wölbbrettzither. Die Kompositionen waren einstimmig und homophon, was sich im Laufe der Geschichte nur unwesentlich ändern sollte.
In der Shang-Dynastie kamen Trommeln, Gefäß- und Rohrflöten sowie bronzene Glocken hinzu. Der Konfuzianismus ordnete sowohl das quintenzirkelähnliche Tonartensystem mit der Yin-Yang-Unterscheidung „weiblicher“ und „männlicher“ Skalen als auch die kosmologisch orientierte Musiktheorie. Stile, Genres und Instrumentenverwendung waren genau festgelegt. Während der Zhou-Dynastie rückte die Musik in ihrer ethisch-erzieherischen Wirkung auf den Menschen in den Mittelpunkt der Staats- und Gesellschaftsphilosophie. Die Musik wurde staatlich geregelt, die offizielle ästhetische Anschauung folgte den Ansichten des jeweiligen Kaisers. Um 300 v. Chr. werden siebenstufige Skalen entwickelt. Wichtige musiktheoretische Quellen des Konfuzianismus sind das Buch der Lieder und das Buch der Riten. Das Ritenbuch überliefert die Systematisierung der Musikinstrumente nach Materialkategorien (bāyīn): Metall, Stein, Fell, Kürbis, Bambus, Holz, Seide und Erde. Zu den wichtigsten Neuerungen gehörten die Lithophone, Querflöten und die Mundorgeln mit bis zu 17 Pfeifen.
Die restaurative Han-Dynastie um die Zeitenwende öffnete die chinesische Musik weiter für westliche Einflüsse. Der Aulos gelangte nach China, ebenso die Laute als Pipa. Die erste systematische Notenschrift wurde entwickelt. Das kaiserliche Musikbüro sammelte und archivierte Dokumente der alten Musik, pflegte Kult-, Hof-, Militär- und Volksmusik und unterhielt eigene Auslandsabteilungen.

### Indien

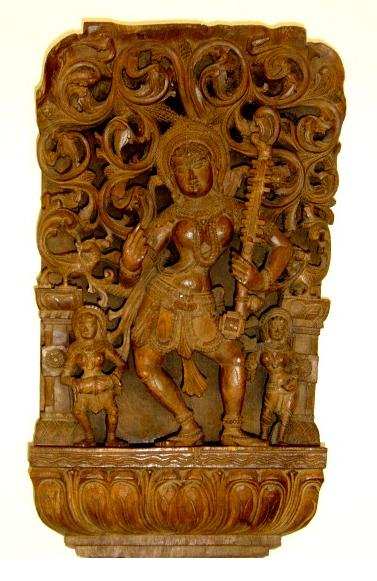
Die Göttin Saraswati hält eine Vina in der Hand. Holzschnitzerei

Über die Musik der Indus-Kultur im 3. Jahrtausend v. Chr. gibt es nur Vermutungen. Sie hat möglicherweise Anregungen der mesopotamischen und ägyptischen Kultur aufgenommen. Durch die Einwanderung der mit den Griechen verwandten Arier gegen 1500 v. Chr. gelangten westliche Einflüsse nach Indien. Aus den beiden Kulturen entstand der vedische Kult, der zunächst den Brahmanen vorbehalten blieb und erst um 200 v. Chr. den niederen Kasten offen stand. In der letzten vedischen Schrift, der Nātyaveda, finden sich die ersten Aufzeichnungen zur Musik Indiens. Die Musikanschauung glich der griechischen Einheit von Tonkunst, Sprache, Tanz und Gestik, sie wurde als Form des Theaters angesehen. Nach vedischen Vorstellungen war die Kultmusik von Kunst-, Volks- und Unterhaltungsmusik streng getrennt; Erstere unterstand dem Gott Brahma, letztere Shiva.
Das Tonsystem beruht auf einer Einteilung der Oktave in 22 mikrotonale Shrutis, die nicht nach einer mathematischen Teilung, sondern nach dem Gehöreindruck unterschieden werden; in diesem Punkt weicht die indische Musik von ihren griechischen Vorbildern ab. Aus diesem Tonvorrat werden – analog zu den europäischen Tongeschlechtern Dur und Moll – siebenstufige Skalenmodelle gebildet. Eine sehr differenzierte Abstufung unterscheidet zwischen konsonanten und dissonanten Intervallen. Parallel zu den griechischen Modaltonarten, die auf wechselnden Grundtönen derselben Tonleiter beruhen, bilden die Ragas das Grundgerüst der Melodik. Wie die griechischen Modi haben Ragas nicht nur einen Klangcharakter, ihnen sind auch Tages- und Jahreszeiten, Spielanlässe, Affekte und ethische Prinzipien zugeordnet, die bei der Auswahl der „richtigen“ Tonleiter beachtet werden müssen.
Auch die Rhythmik ist modal. Ihre Elemente sind ein-, zwei- und dreifache Tondauern (zu denen in einigen Typen der Musik noch halbe und Viertelwerte hinzukommen), die zu Talas geformt werden, festen Rhythmusabläufen mit jeweils geregelter Betonung der Tondauern. Der Grundpuls der Musik trifft sich in der ersten Schlagzeit wieder, während durch Überlagerungen verschiedener Betonungen innerhalb eines Taktes Polyrhythmik entstehen kann.
Zu den ältesten Instrumenten gehörten Flöten und Trommeln. Vinas als Sammelbezeichnung für eine Gruppe von Saiteninstrumenten sind bereits in den ältesten Veden beschrieben. Aus dem Westen gelangten persische Lauten wie die Tar, aus der die Langhalslaute Tanpura und im 18. Jahrhundert über die Zwischenstufe Rubab die Kurzhalslaute Sarod wurde, in den indischen Kulturraum. Während der Mogulzeit ersetzte die aus Persien stammende Shehnai ältere indische Schalmeienarten. Auf indischem Boden entwickelte sich ein reiches Inventar an Blas-, Saiten- und Schlaginstrumenten.
Die vedische Kultmusik ist einstimmig und rein vokal. Sie besteht im Wesentlichen aus einer Textrezitation auf drei benachbarten Tonhöhen. Mit der Ausbreitung des Islam nach Nordindien im 14. Jahrhundert wurde sie zurückgedrängt. Ab 1500 schließlich wurden die vedische Kultur, ihre Musik und die Hochsprache Sanskrit nur noch von einer intellektuellen Oberschicht praktiziert. In den folgenden Jahrhunderten grenzten sich in der hindustanischen Musik Nordindiens zwei unterschiedliche Musikstile deutlich voneinander ab: der strenge Dhrupad-Stil, dessen Musiker hoch verehrt wurden, mit der Stabzither Rudra vina als Hauptinstrument und der männlichen Gesangsstimme, und der freiere Khyal-Stil, der auch von Frauen gesungen und häufig mit der Streichlaute Sarangi begleitet wird. In den dravidischsprachigen Kulturen Südindiens wird die klassische karnatische Musik gepflegt, die in den musiktheoretischen Grundlagen (Ragas und Talas) mit der hindustanischen Musik übereinstimmt, sich aber seit etwa dem 16. Jahrhundert in einzelnen Merkmalen von jener unterscheidet.

### Altes Ägypten
Die Musik des Alten Ägypten ist in Hieroglypheninschriften, Grabdekorationen und Musikinstrumenten als Grabbeigaben dokumentiert. Die vordynastische Zeit brachte Klappern, Rasseln, Längsflöten und gerade Naturtrompeten hervor. Die Musik stand noch ganz im Zeichen des Kultes, der magische Tanz war Masken- oder Waffentanz.

Ägyptische Bogenharfe des Alten Reiches. Der Saitenhalter ist noch wie ein großer Musikbogen geformt, die sieben Saiten laufen in einen Stimmstock auf dem unten angebrachten Resonator. So ist ein Umstimmen des Instruments möglich. Darstellung nach einer Grabkammer-Malerei

Das Alte Reich, das um 2700 v. Chr. begann, erweiterte das Instrumentarium um die Bogenharfe, die in ihrer gestreckten Form noch deutlich an den Musikbogen erinnerte und lediglich einen kleinen Resonanzkörper aufwies. In dieser Zeit emanzipierte sich die weltliche Musik, die im Rahmen von Festen erklang. Neben vokalen und gemischten Ensembles gab es erstmals reine Instrumentalmusik in unterschiedlichen Besetzungen. Auch Frauen der höheren Gesellschaftsschichten standen Tanz und Musizieren auf Harfe und Flöte offen. Reliefs in den Grabkammern lassen auf mehrstimmige Musik schließen, ähnlich wie bei den assyrischen Blasinstrumenten weisen die Grifflöcher auf fünf- und siebenstufige Skalen hin. Als erste Kultur entwickelte das Alte Reich in Ergänzung einer ansatzweise vorhandenen Notenschrift die Chironomie: einem Dirigenten gleich vermittelte der Leiter einem Ensemble Tonschritte und Rhythmus durch genau festgelegte Handbewegungen und Armstellungen.
Nach dem Ende des Mittleren Reiches, in der Zweiten Zwischenzeit, nahm Ägypten Anregungen der vorderasiatischen Hyksos auf. Sie führten die aus der Beduinenkultur stammende Leier ein, das Sistrum in der Gestalt, die noch gegenwärtig als Kultinstrument der Koptischen Kirche dient, schließlich Doppelfelltrommeln. Letztere begleiteten die wilden Springtänze, die die Hyksos aus dem Osten mitbrachten; sie lösten die gemessenen Schreit- und Figurentänze des Alten Reiches ab.
Eine letzte Innovation der Hyksos war der im Neuen Reich übliche schalmeienartige Doppelaulos, der schließlich zum griechischen Instrument wurde. Die Musikkultur gedieh zu einer allgemeinen Blüte, einzelne Genres nach ihren Funktionen etablierten sich als Tanz-, Militär-, Kultmusik. Die Instrumente erlaubten virtuoses Spiel, vor allem auf der sich technisch weiter entwickelnden Harfe, die als Schulter-, Winkel-, Bogen- und Standharfe gespielt wurde und wegen eines größeren Resonanzkastens, bis zu zwölf Saiten und kunstvoller Verzierungen das wichtigste Instrument der ägyptischen Tonkunst dieser Epoche war. Eine mit Bünden versehene Langhalslaute ergänzte das Instrumentarium. In der Zeit des Neuen Reiches entwickelten sich kleinstufige Skalen, die später die klassische arabische Musik übernahm. Ebenso wurden Borduntöne auf den Doppelinstrumenten geblasen.
Die Spätzeit brachte die Darbuka und Beckentypen nach Ägypten. In der Restaurationsepoche betrachtete das Musikdenken die alte Kunst der vergangenen Jahrhunderte als vorbildhaft und als sittliches Erziehungsziel.

### Palästina und Syrien

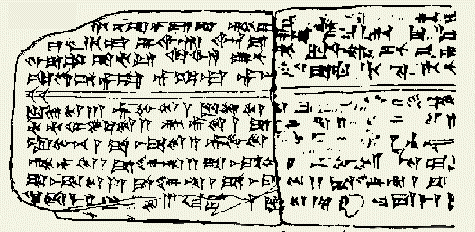
Hurritische Hymne an die Göttin Nikkal um 1400 v. Chr., aus dem Königlichen Palast von Ugarit

Die phönizische Leier zählte zu den beliebtesten Instrumenten. Sie wurde oft zusammen mit Doppelblasinstrument und Rahmentrommel gespielt. Darstellung nach einem Steinrelief

Der Kinnor war die Tragleier, die in den Psalmen Davids als achtsaitiges Begleitinstrument des Sängers angegeben ist. Der Spieler benutzt ein Plektrum zum Anzupfen der Saiten. Darstellung aus alttestamentlicher Zeit

Palästina befand sich für lange Zeit im stetigen Kulturaustausch mit seinen Nachbarregionen. Phönizier und Hebräer waren die bestimmenden Völker des Landes.
Die Phönizier gelten als eigentliche Erfinder des Doppelaulos im 2. Jahrtausend; unsicher ist, ob sie auch das Psalterium zuerst gebaut haben. Ihr Instrumenteninventar kannte Doppelblasinstrument, Leier und Rahmentrommel, die aus dem Zweistromland stammten. In der Stadt Ugarit wurden Tontafeln mit hurritischen Hymnen gefunden, die die ältesten Musiknotationen der Welt darstellen.
Die Musik der Hebräer, die vorwiegend durch alttestamentliche Quellen belegt ist, begann bereits in der Frühzeit der Geschichte Israels bis ca. 1000 v. Chr. Sie entsprach im Wesentlichen der ägyptischen Kultur, wie sie die Israeliten vor dem Exodus kennengelernt hatten. Erste Instrumente waren der Kinnor, eine Tragleier mit fünf bis neun Saiten, und der bis heute tradierte Schofar; beide waren für den kultischen Gebrauch im Tempel bestimmt. Dazu kamen Längsflöten und zahlreiche Schlaginstrumente nach mesopotamischen Vorbildern.
In der Königszeit (ab ca. 1000) übernahmen die Juden einige Instrumente ausländischer Herkunft, die Doppelschalmei, die Winkelharfe und zitherartige Zupfinstrumente aus Phönizien. Unter den Leviten bildete sich ein Berufsmusikerstand heraus, der in großer Chor- und Orchesterbesetzung die Tempelmusik versah. Die Musiker waren in Zünften organisiert und unterhielten Tempelschulen zur Ausbildung des Nachwuchses. Zur Zeit der Reichsteilung nach Salomo (926–587) entwickelte sich die synagogale Musik, deren Vorbild die Psalmen Davids gewesen waren. Sie wurden schließlich der Ausgangspunkt für die frühchristliche Musik.

### Antike
Die Musik wurde in der Antike zu den sieben freien Künsten gezählt. Unter diesen freien Künsten ist sie Teil des Quadriviums der mathematischen Fächer. Diese mathematisch-rationale Musikauffassung wird auf Pythagoras zurückgeführt, dem mit der Legende Pythagoras in der Schmiede die Entdeckung der Intervallproportionen zugeschrieben wird; Platon und Aristoteles gelten wegen ihrer Beschäftigung mit der ästhetischen Wirkung als Begründer der Musikphilosophie. Mit Aristoxenos’ Unterscheidung zwischen theoretischer Lehre und praktischer Musikausübung beginnt die Differenzierung von Wissenschaft und Kunst, Vernunfterkenntnis und Sinneswahrnehmung, die in den Epochen der abendländischen Musikgeschichte jeweils eine eigene Bewertung erfuhr und in denen eine der beiden Seiten im Vordergrund der Betrachtung stand.

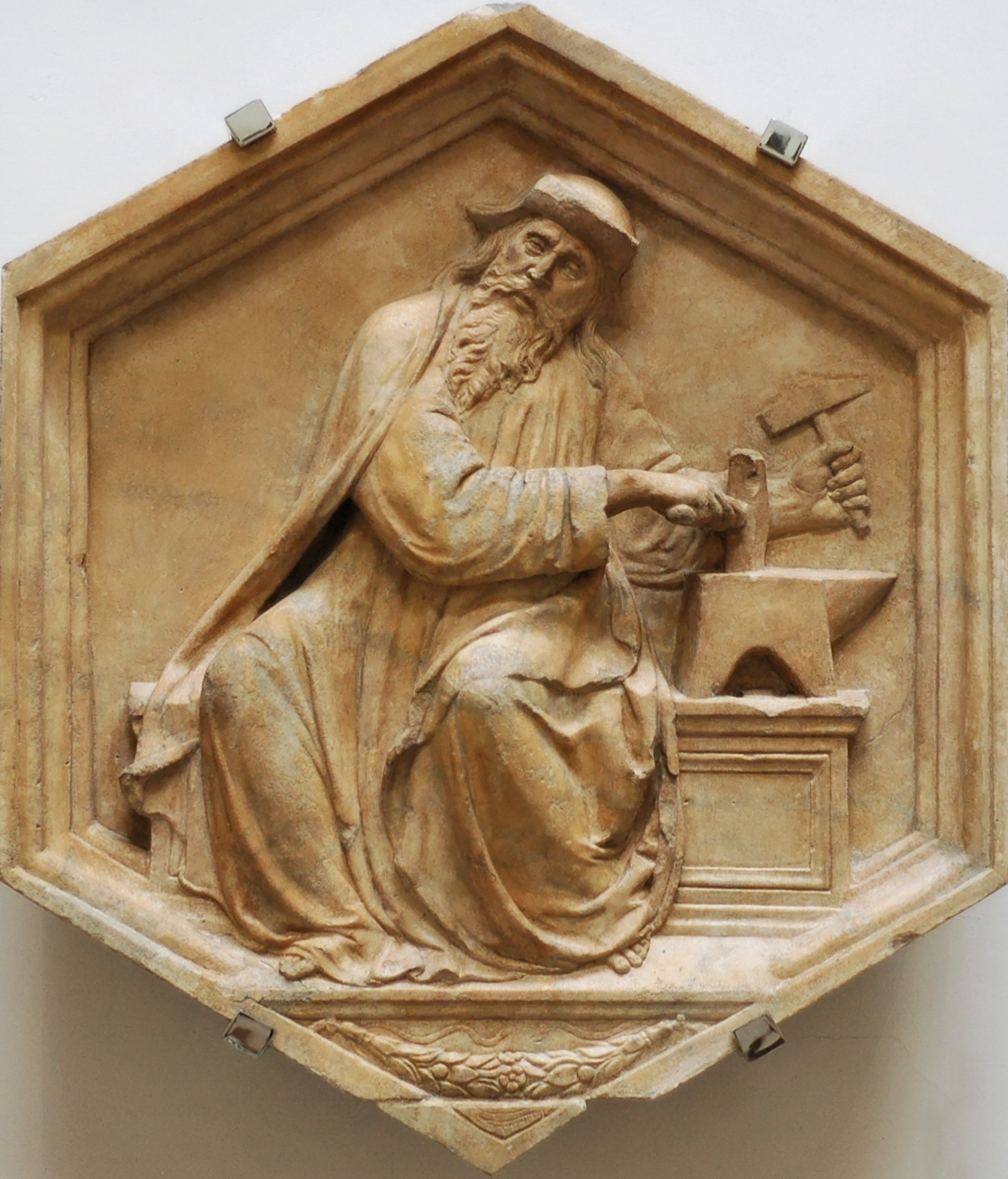
Claudius Ptolemäus auf einer Darstellung Luca della Robbias am Turm von Santa Maria del Fiore in Florenz

Die Musikliteratur der Antike brachte zahlreiche Definitionsversuche hervor, unter denen zwei besonders wichtig sind. Claudius Ptolemäus nahm im 2. Jahrhundert in der Harmonica eine Mittlerstellung zwischen Aristoxenos und Euklid ein. Er bezeichnete die Musik als „(…) die Fähigkeit, die zwischen hohen und tiefen Tönen bestehenden Unterschiede zu erkennen“. Aristeides Quintilianus dagegen bezeichnet sie als eine „(…) Wissenschaft vom Melos und von dem, was zum Melos gehört“. Die ptolemäische Definition wird wörtlich unter anderem bei Porphyrios zitiert, die aristeidische bei Iulius Pollux und Michael Psellos. Allen Bestimmungen ist zu eigen, dass sie das musikalische Material, die Tonleiter, und ihre mathematischen Grundlagen in den Mittelpunkt rückten und sie als die Natur des Tongefüges verstanden.

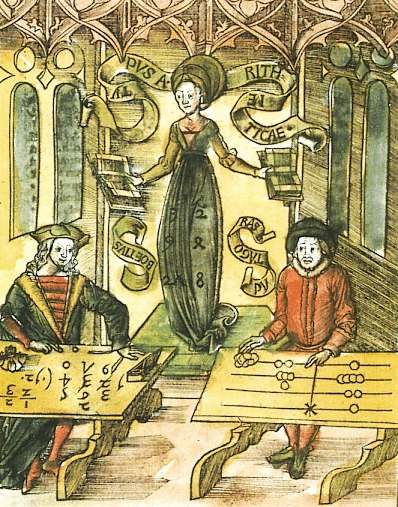
Die im Mittelalter als Väter der Musik verstandenen Boëthius (links) und Pythagoras (rechts) streiten um die „Definition“ der Musik mit arithmetischen Mitteln. Boëthius hat die Aufgabe durch die (seinerzeit) moderne Mathematik bereits gelöst und erhält den Zuspruch von Frau Arithmetica. Illustration der Margarita Philosophia (1504) von Gregor Reisch

Zwei weiteren spätantiken Definitionen kommt eine weiter reichende Bedeutung zu. Augustinus’ von Hippo Frühschrift De musica bestimmt Musica est scientia bene modulandi (etwa: „Musik ist die Kunst, den Takt zu halten“). In der Schrift De institutione musica des Boëthius knüpft der Autor an Ptolemaios an: Musica est facultas differentias acutorum et gravium sonorum sensu ac ratione perpendens (etwa: „Musik ist die Fähigkeit, die Unterschiede zwischen hohen und tiefen Tönen mit Sinn und Geist genau zu bemessen“). Die Definition des Augustins übernehmen wortgetreu Pietro Cerone und Athanasius Kircher, jene des Boëthius ebenso wortgetreu Hieronymus von Prag, Franchinus Gaffurius, Gregor Reisch und Glarean. Erstmals wurde damit die Musik auch als akustisches Phänomen beschrieben, das gleichermaßen von der Vernunft durchdrungen wie auch sinnlich wahrgenommen werden kann.

## Neuzeit

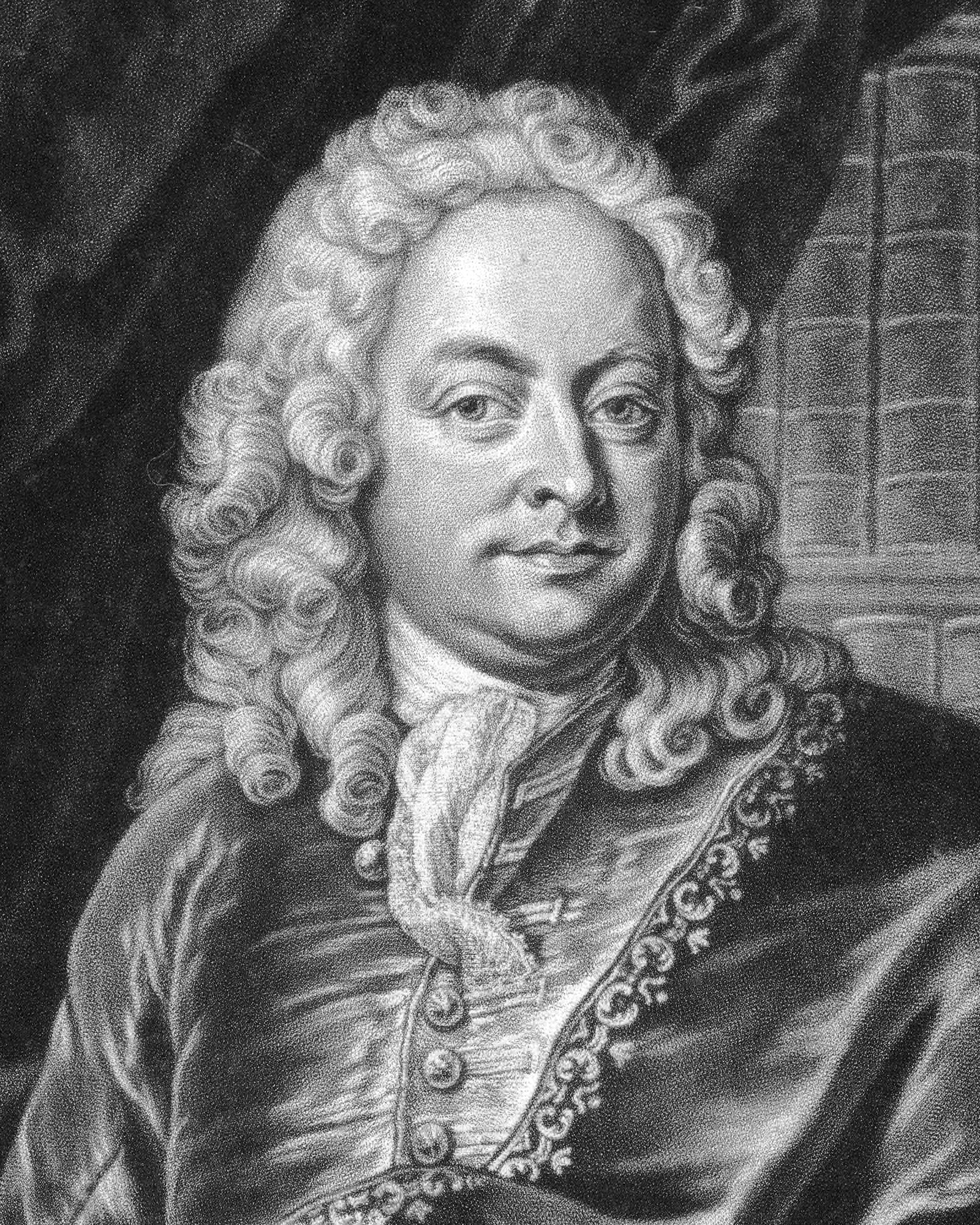
Johann Mattheson, Komponist und Theoretiker, Kupferstich von Johann Jacob Haid

Wie in den Definitionen der Antike tritt in der Barockzeit das dialektische Verhältnis von Wissenschaftslehre und Kunstpraxis und die daraus folgende Doppelfunktion der Musik hervor. In diesem Sinne drückte Johann Mattheson es in Der vollkommene Capellmeister (1739) aus: „Musica ist eine Wissenschaft und Kunst, geschickte und angenehme Klänge klüglich zu stellen, richtig an einander zu fügen, und lieblich heraus zu bringen, damit durch ihren Wollaut Gottes Ehre und alle Tugenden befördert werden.“ Er verband Emotion und Rationalität in seiner Musikanschauung. Während der Barockepoche stilisierte und systematisierte die Affektenlehre die Gefühlsregungen.
Deutlicher differenzierte Friedrich Wilhelm Marpurgs Der critische Musicus an der Spree (1750): „Das Wort Musik bezeichnet die Wissenschaft oder die Kunst der Töne; sie ist eine Wissenschaft, insofern ihre Regeln aus gewissen Gründen erwiesen werden können, eine Kunst, insofern die erwiesenen Regeln zur Wirklichkeit gebracht werden können.“ Und selbst in den zeitgenössischen Definitionen, die Wohlklang und Schönheit als das Wesen der Musik bezeichneten, war der rationalistische Zeitgeist ersichtlich; Leonhard Euler formulierte 1739: „Musica est scientia varios sonos ita conjungendi, ut auditui gratam exhibeant harmoniam“ („Musik ist die Wissenschaft, die verschiedenen Töne so zu verbinden, dass sie dem Gehör eine liebliche Harmonie darbieten“).
Arthur Schopenhauer schließlich räumte der Musik in seinem Hauptwerk Die Welt als Wille und Vorstellung (1819) eine zentrale Position ein:

„Die Musik ist also keineswegs, gleich den anderen Künsten, das Abbild der Ideen; sondern Abbild des Willens selbst, dessen Objektivität auch die Ideen sind: deshalb eben ist die Wirkung der Musik so sehr viel mächtiger und eindringlicher als die der anderen Künste: denn diese reden nur vom Schatten, sie aber vom Wesen.“

1849 taucht in Richard Wagners Schrift Die Kunst und die Revolution der Begriff Gesamtkunstwerk auf. Diese Idee war vor allem von Arthur Schopenhauers Vorstellung beeinflusst, wonach Kunst und Musik unter dem Begriff der Ästhetik zusammengefasst werden können.